# Grupo Karat
O grupo Karat, principalmente através de sua cerâmica, possui afinidades com as culturas Cartum Mesolítico e Neolítico. Sua indústria baseia-se em seixos fraturados, raspadores finais, entalhes, lunados, micrólitos, lascas entalhadas, brocas, denticulados, buris, implementos de moagem, goivas e machados. A cerâmica fina, acastanhada, possui temperamento (areia) e decoração (marcas irregulares e simples padrões "dentes de lobo"), embora foram evidenciados vasos sem decoração.